# Okręg wyborczy Bass
Okręg wyborczy Bass (ang. Division of Bass) – jednomandatowy okręg wyborczy do Izby Reprezentantów Australii, położony w północno-wschodniej części Tasmanii, z Launceston jako największym miastem. Pierwszy wybory odbyły się tam w 1903 roku. Patronem okręgu jest podróżnik George Bass, którego imię nosi też cieśnina oddzielająca Tasmanię od kontynentalnej Australii. 

## Lista posłów
| okres urzędowania | poseł            | przynależność |
| ----------------- | ---------------- | --- |
| 1903-1910         | David Storrer    | Partia Protekcjonistyczna (1903-1909) niezrzeszony (1909-1910)                                                                            |
| 1910-1919         | Jens Jensen      | Australijska Partia Pracy (1910-1916) Narodowa Partia Pracy (1916-1917) Nacjonalistyczna Partia Australii (1917-1919) niezrzeszony (1919) |
| 1919-1929         | David Jackson    | Nacjonalistyczna Partia Australii |
| 1929-1934         | Allan Guy        | Australijska Partia Pracy (1929-1931) Partia Zjednoczonej Australii (1931-1934)                                                           |
| 1934-1949         | Claude Barnard   | Australijska Partia Pracy |
| 1949-1954         | Bruce Kekwick    | Liberalna Partia Australii |
| 1954-1975         | Lance Barnard    | Australijska Partia Pracy |
| 1975-1984         | Kevin Newman     | Liberalna Partia Australii |
| 1984-1993         | Warwick Smith    | Liberalna Partia Australii |
| 1993-1996         | Silvia Smith     | Australijska Partia Pracy |
| 1996-1998         | Warwick Smith    | Liberalna Partia Australii |
| 1998-2004         | Michelle O'Byrne | Australijska Partia Pracy |
| 2004-2007         | Michael Ferguson | Liberalna Partia Australii |
| 2007-2010         | Jodie Campbell   | Australijska Partia Pracy |
| 2010-2013         | Geoff Lyons      | Australijska Partia Pracy |
| 2013-2016         | Andrew Nikolic   | Liberalna Partia Australii |
| od 2016           | Ross Hart        | Australijska Partia Pracy |

źródło: 